# Raphitomidae
Raphitomidae Bellardi, 1875 è una famiglia di molluschi gasteropodi marini dell'ordine Neogastropoda.

## Tassonomia
La famiglia comprende i seguenti generi:
Sono noti anche i seguenti generi estinti:
- Andonia G.F. Harris & Burrows, 1891 †
- Awheaturris Beu, 1970 †
- Favriella Hornung, 1920 †
- Hokianga Laws, 1947 †
- Maoridaphne Powell, 1942 †
- Onoketoma Beu, 2011 †
- Pseudolusitanops Lozouet, 2017 †
- Puha Marwick, 1931 †